# Бычкова, Светлана Фёдоровна
Светлана Фёдоровна Бычкова (род. 7 июля 1957, Алма-Ата, Казахская ССР) — казахстанский политический и общественный деятель, доктор юридических наук (1995), профессор.

## Биография
Родилась 7 июля 1957 года в г. Алма-Ата.
В 1978 году окончила физический факультет Казахского государственного университета им. С. М. Кирова по специальности учитель физики-математики.
В 1991 году окончила юридический факультет Казахского государственного университета им. С. М. Кирова по специальности юрист.
В 1983 году поступила и 1986 году окончила аспирантуру Всероссийского научно-исследовательского института метрологии имени Д. И. Менделеева по специальности судебный эксперт.
В 1995 году защитил учёную степень кандидата юридических наук, тема диссертации: «Современные направления развития института судебной экспертизы в уголовном судопроизводстве».
В 2006 году присвоено учёное звание профессора по специальности «правоведение».

## Трудовая деятельность
С 1978 по 1983 годы — Инженер, эксперт, младший научный сотрудник Казахского НИИ судебных экспертиз.
С 1986 по 1997 годы — Старший научный сотрудник, заведующая отделом, заместитель директора, исполняющая обязанности директора Казахского НИИ судебных экспертиз.
С 1997 по 2002 годы — Директор Центра судебной экспертизы Министерства юстиции Республики Казахстан.
С 2002 по 2007 годы — Член Конституционного Совета Республики Казахстан.

## Выборные должности, депутатство
С 27 августа 2007 года по 16 ноября 2011 года — депутат Мажилиса Парламента Республики Казахстан IV созыва по партийному списку Народно-Демократической партии «Нур Отан», Секретарь Комитета по законодательству и судебно-правовой реформе, Член депутатской группы «Жаңа Қазақстан».
С 18 января 2012 года по 20 января 2016 года — депутат Мажилиса Парламента Республики Казахстан V созыва по партийному списку Народно-Демократической партии «Нур Отан», Член Комитета по законодательству и судебно-правовой реформе.
С 24 марта 2016 года по 10 января 2021 года — депутат Мажилиса Парламента Республики Казахстан VІ созыва от партии «Нур Отан», Секретарь Комитета по законодательству и судебно-правовой реформе Мажилиса Парламента РК.

## Научные, литературные труды
Автор книг «Становление и развитие науки о судебной экспертизе» (1994), «Криминалистическая энциклопедия» (1995), «УПК РК. Общая характеристика, комментарий» (1998), «Организация назначения и производства судебной экспертизы» (1999), «УПК РК. Институт специальных знаний. Научно-практический комментарий» (2000), "Комментарий к закону РК «О коррупции» (2001), «Судебная экспертиза: научные, организационно-правовые и методические основы» (2002), «Основы противодействия коррупции» (2004, в соавторстве); более 100 опубликованных трудов в области уголовного процесса, криминалистики, судебной экспертизы, в том числе монографий, учебных пособий, научных статей
Соавтор научно-практических комментариев к ряду законов Республики Казахстан и др.

## Награды и звания
- 2001 — Медаль «10 лет независимости Республики Казахстан»
- 2001 — Медаль «Ерен Еңбегі үшін» («За трудовое отличие»)[1]
- 2005 — Медаль «10 лет Конституции Республики Казахстан»
- 2008 — Медаль «10 лет Астане»
- 2011 — Орден Курмет[2]
- 2011 — Медаль «20 лет независимости Республики Казахстан»
- 2016 — Медаль «25 лет независимости Республики Казахстан»